# NGC 193
NGC 193은 물고기자리에 위치한 렌즈형 은하이다. 1786년 12월 21일, 윌리엄 허셜에 의해 발견되었다.